# Yvette Laclé
Yvette Laclé-Eersel, eerder Yvette Lont-Eersel, (Paramaribo, 25 augustus 1955) is een voorgangster bij een pinkstergemeente en hulpverleenster in de verslavingszorg. Daarvoor was ze een prostituee. Ze is Nederlandse van Surinaamse origine. Vanaf 2002 was zij ook deelgemeenteraadslid in Amsterdam-Zuidoost; tot 16 juni 2008 voor de ChristenUnie, daarna nog tot november 2008 als partijloze.

## Jeugd
Yvette Iris Eersel werd geboren in Suriname maar verhuisde met haar ouders naar Nederland toen ze acht jaar was. Haar ouders scheidden kort na aankomst in Nederland, en ze bleef bij haar moeder wonen. Terwijl moeder buitenshuis werkte en pas 's avonds thuis was, experimenteerde de jonge Yvette 's middags met drugs en alcohol. Ze maakte haar mavo-opleiding niet af en begon op haar zestiende met een danscarrière in theaters en nachtclubs.

## Prostituee en bekering
In 1982, toen ze 26 jaar was, werd ze verliefd op een souteneur. Deze maakte haar eerst verslaafd aan heroïne en cocaïne door haar deze drugs gratis te verstrekken. Later moest ze tippelen in Rotterdam om de drugs voor hem te verdienen. Na twee jaar vluchtte Yvette Eersel van hem weg. Ze zwierf daarna nog zeven jaar als verslaafde prostituee door Amsterdam. In 1991, vlak na de geboorte van haar eerste kind, was ze de wanhoop nabij en bad midden in de nacht tot God om hulp. Volgens haar eigen getuigenis nam haar leven vanaf dat moment een andere wending. Ze zocht contact met haar moeder, die haar via de Jellinek-kliniek naar een afkickcentrum bracht. Lont voltooide het afkickprogramma en veranderde haar levensstijl.

## Voorganger en politica
Yvette Eersel kwam na haar afkickperiode als gast naar Victory Outreach, een pinkstergemeente. Ze trouwde met Eddy Lont met wie zij twee kinderen kreeg. Beiden voerden zij diverse taken uit en werden uiteindelijk assistent-voorganger. Ook waren zij betrokken bij het opvangcentrum voor drugsverslaafden dat door deze kerk werd gefaciliteerd.
Uit onvrede over de paarse politiek, die volgens haar niet hielp bij het bestrijden van de drugsproblematiek, besloot ze in 2000 om lid te worden van de toenmalige Reformatorische Politieke Federatie (RPF). "Informatie over afkicken was er nergens. Dat beleid stimuleert niet om je leven weer op te pakken. (...) Het is gelatenheid en passiviteit troef. Ik verzet mij tegen een regering die nooit eens zegt: als je wilt kun je je leven naar je hand zetten", gaf Lont aan in een interview met het Algemeen Dagblad. In 2002 werd Yvette Lont verkozen tot lid van de stadsdeelraad van Amsterdam-Zuidoost. In 2006 werd ze herkozen. Daarmee was zij de eerste politicus die er namens de ChristenUnie in is geslaagd om in een vertegenwoordigend orgaan van de gemeente Amsterdam te worden gekozen. In 2008 scheidde zij officieel van Eddy Lont en op 29 mei 2009 trouwde ze met Francis Laclé.

## Directeur verslavingszorg
Lont houdt zich bezig met zorg voor prostituees die uit het 'wereldje' stappen en is trekker van acties als Meer Hoop zonder Dope. Zij werkt als directeur van een instelling voor zorg aan verslaafden en zet zich praktisch in voor verslaafden en prostituees, zodat ook zij een nieuwe start kunnen maken. In 2003 publiceerde Lont een boek om (verslaafde) prostituees te bereiken, onder de titel Van prostituee tot politica. Het beschrijft het levensverhaal van Lont zelf en geeft adviezen voor prostituees die uit de prostitutie willen. Ook verscheen Lont in het tv-programma Catherine zoekt God van de Evangelische Omroep, waarin ze de tv-presentatrice Catherine Keyl over haar verleden vertelde en een rondleiding over de Amsterdamse Wallen gaf.